# Annihilator, le destructeur
Pour les articles homonymes, voir Le Destructeur.
Annihilator, le destructeur (Annihilator) est un téléfilm de science-fiction américain réalisé par Michael Chapman en 1986, sur un scénario signé Bruce et Roderick Taylor.

## Synopsis
Des robots humanoïdes traquent un journaliste, Richard Armour, qui connaît leur existence. Un des robots a pris l'apparence de sa petite amie, Angela Taylor, pour le capturer.
Richard se cache de la police chez Layla. Il lui raconte son histoire. Il allait se marier avec Angela. Mais, au retour d'un voyage à Hawaï avec sa meilleure amie Cindy, Angela a changé de comportement.

## Distribution
- Mark Lindsay Chapman (VF : Daniel Beretta) : Richard Armour
- Susan Blakely : Layla
- Catherine Mary Stewart : Angela Taylor
- Lisa Blount : Cindy
- Geoffrey Lewis : Prof. Alan Jeffries
- Earl Boen : Sid
- Brion James : Homme à lunettes
- Nicole Eggert : Elyse Jeffries